# Българи на Титаник
Според официални данни на застрахователната компания „Лойд“, от пътуващите на борда на кораба „Титаник“, потънал на 15 април 1912 г. в северната част на Атлантическия океан от сблъсък с айсберг, 38 души са българи. Съществуват предположения, че броят на българските граждани надхвърля 50.
Близо до град Троян има паметник кенотаф на загиналите 8 жители на село Гумощник, чиито имена вероятно не са били в списъка на компанията-застраховател. Предполагаемият брой на спасилите се българи е 15, като голяма част от тях остават в Съединените щати.

## Списък на българите
| Име                      | Възраст | Родно място | Качил се на борда от | Дестинация              | Спасителна лодка |
| ------------------------ | ------- | ----------- | -------------------- | ----------------------- | ---------------- |
| Александър Георгиев      | 27      | Неизвестно  | Саутхамптън          | Чикаго, Илинойс, САЩ    | _                |
| Васил Плочарски          | 27      | Неизвестно  | Саутхамптън          | Тълса, Оклахома, САЩ    | –                |
| Вълчо Динчев             | 43      | Неизвестно  | Саутхамптън          | Тълса, Оклахома, САЩ    | –                |
| Генчо Бостанджиев        | 26      | Неизвестно  | Саутхамптън          | Чикаго, Илинойс, САЩ    | –                |
| Иван Минев               | 24      | Неизвестно  | Саутхамптън          | Куун Рапидс, Айова, САЩ | –                |
| Иван Станев              | 23      | Дебнево     | Саутхамптън          | Чикаго, Илинойс, САЩ    | –                |
| Илия Стойчев             | 19      | Гумощник    | Саутхамптън          | Чикаго, Илинойс, САЩ    | –                |
| Ильо Илиев               | 32      | Неизвестно  | Саутхамптън          | Чикаго, Илинойс, САЩ    | –                |
| Йото Данов Гергов        | 27      | Садовец     | Саутхамптън          | Чикаго, Илинойс, САЩ    | –                |
| Каньо Иванов             | 20      | Малка Рибна | Саутхамптън          | Чикаго, Илинойс, САЩ    | –                |
| Лазар Минков             | 21      | Гумощник    | Саутхамптън          | Чикаго, Илинойс, САЩ    | –                |
| Лальо Йонков             | 23      | Гумощник    | Саутхамптън          | Чикаго, Илинойс, САЩ    | –                |
| Марин Марков             | 35      | Гумощник    | Саутхамптън          | Чикаго, Илинойс, САЩ    | –                |
| Минко Ангелов            | 26      | Терзийско   | Саутхамптън          | Чикаго, Илинойс, САЩ    | –                |
| Минко Нанков             | 32      | Неизвестно  | Саутхамптън          | Чикаго, Илинойс, САЩ    | –                |
| Мито Денков              | 30      | Неизвестно  | Саутхамптън          | Куун Рапидс, Айова, САЩ | –                |
| Мито Митков              | 23      | Неизвестно  | Саутхамптън          | Чикаго, Илинойс, САЩ    | –                |
| Недялко Петров           | 19      | Гумощник    | Саутхамптън          | Чикаго, Илинойс, САЩ    | –                |
| Никола Мартинов          | 30      | Габрово     | Шербур               | Медисън, Уисконсин, САЩ | –                |
| Пачо Петров              | 29      | Белиш       | Саутхамптън          | Чикаго, Илинойс, САЩ    | –                |
| Пейо Колчев              | 36      | Гумощник    | Саутхамптън          | Чикаго, Илинойс, САЩ    | –                |
| Пенко Найденов           | 22      | Гумощник    | Саутхамптън          | Чикаго, Илинойс, САЩ    | –                |
| Петко Слабенов           | 42      | Неизвестно  | Саутхамптън          | Ню Йорк, САЩ            | –                |
| Христо Данчев Тотевски   | 25      | Терзийско   | Саутхамптън          | Чикаго, Илинойс, САЩ    | –                |
| Станьо Георгиев          | –       | Добравица   | Шербур               | Бют, Монтана, САЩ       | –                |
| Славчо Иванов Карамунчев | –       | Копривщица  | неизвестно           | неизвестно              | –                |
| Станьо Линтаков          | 44      | Неизвестно  | Саутхамптън          | Куун Рапидс, Айова, САЩ | –                |
| Стойчо Михов             | 28      | Гумощник    | Саутхамптън          | Чикаго, Илинойс, САЩ    | –                |
| Теодор Краев             | 29      | Ветрен      | Шербур               | Медисън, Уисконсин, САЩ | –                |
| Тодор Съйков             | 22      | Садовец     | Саутхамптън          | Чикаго, Илинойс, САЩ    | –                |
| Фотьо Колев              | 24      | Дебнево     | Саутхамптън          | Чикаго, Илинойс, САЩ    | –                |
| Христо Лалев             | 23      | Кнежни Лъг  | Саутхамптън          | Чикаго, Илинойс, САЩ    | –                |
| Хасан Мехмед Хасан       | 22      | Разград     | Саутхамптън          | Куун Рапидс, Айова, САЩ | –                |

## Във фолклора
В памет на загиналите на „Титаник“ българи от село Терзийско – Минко Ангелов и Христо Данчев, е създадена народна песен, в която се пее:
„Пуста да остане таз Америка, дето измами тез млади момчета, млади момчета – отбор юнаци. Пуста да остане таз Америка, дето ма остави млада вдовица, млада вдовица с невръстни дечица.“
Авторът на текста и мелодията са неизветни. По-късно са обработени от народния певец и гъдулар Илчо Пенчев Дъковски, който е баща на народната певица Мара Балканска. Илчо Дъковски изпълнява песента по сборове и панаири и скоро тя получава широко разпространение.